# Mary (album de Mary J. Blige)
Pour les articles homonymes, voir Mary.
Albums de Mary J. Blige
Share My World
(1997) No More Drama
(2001)
Singles
1. As
Sortie : 10 janvier 1999
2. All That I Can Say
Sortie : 9 juillet 1999
3. Deep Inside
Sortie : 28 septembre 1999
4. Give Me You
Sortie : 22 mars 2000
5. Your Child
Sortie : 29 mai 2000

Mary est le quatrième album studio de Mary J. Blige, sorti le 17 août 1999.
L'album s'est classé 1er au Top R&B/Hip-Hop Albums, 2e au Billboard 200 et 9e au Top Internet Albums et a été certifié double disque de platine par la Recording Industry Association of America (RIAA) le 18 octobre 2000.
En 2000, Mary J. Blige a reçu trois nominations aux 42e Grammy Awards dans les catégories suivantes « meilleur album de RnB », « meilleure performance vocale RnB féminine » pour All That I Can Say et « meilleure prestation RnB par un duo ou un groupe avec chant » pour Don't Waste Your Time.

## Liste des titres
| No  | Titre                                             | Auteur                                                                     | Contient un (des) sample(s) de                                                 | Durée |
| --- | ------------------------------------------------- | -------------------------------------------------------------------------- | ------------------------------------------------------------------------------ | ----- |
| 1.  | All That I Can Say (featuring Lauryn Hill)        | Lauryn Hill                                                                |                                                                                | 3:57  |
| 2.  | Sexy (featuring Jadakiss)                         | Mary J. Blige, Aaron Phillips, Kiyamma Griffin, Jadakiss                   | I Can't Help It de Michael Jackson Fire de Deitrick Haddon and Voices of Unity | 4:47  |
| 3.  | Deep Inside (featuring Elton John)                | Blige, Tara Geter, Kevin Deane, Elton John, Bernie Taupin                  | Benny and the Jets d'Elton John                                                | 4:20  |
| 4.  | Beautiful Ones                                    | Cecil Ward, Rich Harrison, Burt Bacharach, Hal David                       | The April Fools d'Earl Klugh                                                   | 4:44  |
| 5.  | I'm in Love                                       | Ronnie Wilson, Lonnie Wilson                                               |                                                                                | 4:50  |
| 6.  | Time                                              | Blige, Chucky Thompson, Stevie Wonder                                      | Pastime Paradise de Stevie Wonder I'm Glad You're Mine d'Al Green              | 5:07  |
| 7.  | Memories                                          | Carsten Schack, Kenneth Karlin, Channette Higgens, Channoah Higgens, Blige |                                                                                | 4:38  |
| 8.  | Don't Waste Your Time (featuring Aretha Franklin) | Gen Rubin, Denise Rich                                                     |                                                                                | 4:10  |
| 9.  | Not Lookin' (featuring K-Ci Hailey)               | Blige, Jean Norris, Dean Hostler, Ike Lee                                  |                                                                                | 4:49  |
| 10. | Your Child                                        | Gerald Isaac                                                               |                                                                                | 4:40  |
| 11. | No Happy Holidays                                 | Blige, Griffin, Geter                                                      |                                                                                | 4:45  |
| 12. | The Love I Never Had                              | James Harris III, Terry Lewis, James « Big Jim » Wright, Blige             | Let's Fall in Love (Parts 1 & 2) des Isley Brothers                            | 5:45  |
| 13. | Give Me You (featuring Eric Clapton)              | Diane Warren                                                               |                                                                                | 5:03  |
| 14. | Let No Man Put Asunder                            | Bruce Gray, Bruce Hawes                                                    |                                                                                | 4:28  |

## Certifications
| Pays                  | Certification | Unités certifiées |
| --------------------- | ------------- | ----------------- |
| Canada (Music Canada) | Or            | 50 000            |
| États-Unis (RIAA)     | 2 × Platine   | 2 000 000         |
| Royaume-Uni (BPI)     | Or            | 100 000           |